# La bohème
La bohème ili Scene iz boemskog života opera je Giacoma Puccinija u četiri čina. 

## Libreto
Libreto za operu napisali su Luigi Illica i Giuseppe Giacosa prema romanu Scene iz boemskog života(Scènes de la vie de bohème) koji je napisao Luis-Henri Murger.

## Likovi
Opera je praizvedena 1. veljače 1896. u Torinu, u Teatru Regio.
| Uloga                                                                                     | Glas    | Pjevači na praizvedbi, 1. veljače 1896. (Dirigent: Arturo Toscanini) |
| ----------------------------------------------------------------------------------------- | ------- | -------------------------------------------------------------------- |
| Rodolfo, pjesnik                                                                          | tenor   | Evan Gorgo                                                           |
| Mimì, krojačica                                                                           | sopran  | Cesira Ferrani                                                       |
| Marcello, slikar                                                                          | bariton | Tieste Wilmant                                                       |
| Schaunard, glazbenik                                                                      | bariton | Antonio Pini-Corsi                                                   |
| Colline, filozof                                                                          | bas     | Michele Mazzara                                                      |
| Musetta, pjevač                                                                           | sopran  | Camilla Pasini                                                       |
| Benoît, njihov stanodavac                                                                 | bas     | Alessandro Polonini                                                  |
| Alcindoro, državni savjetnik                                                              | bas     | Alessandro Polonini                                                  |
| Parpignol, prodavač igračaka                                                              | tenor   | Dante Zucchi                                                         |
| Carinik                                                                                   | bas     | Felice Fogli                                                         |
| Studenti, radnice, građani, vlasnici trgovina, ulični prodavači, vojnici, konobari, djeca |         |                                                                      |

Radnja opere zbiva se u Parizu oko 1830. godine.

## Radnja

### I. čin
Rodolfo, Schaunard, Colline i Marcello žive na tavanu nad krovovima Pariza. Badnjak je, a oni su bez novca i bez grijanja. Marcellu je toliko hladno da ne može držati kist. Rodolfo žrtvuje rukopis da bi ih zagrijao. Colline se vraća iz zalagaonice gdje je htio dati neke svoje knjige, ali je bila zatvorena. Pojavljuje se Schaunard s novcem, ogrjevom, hranom i vinom - plaćom od nekog engleskog lorda. Oni odlučuju proslaviti Badnjak u lokalu koji redovno posjećuju, Café Momus. Kućevlasnik im pokuca na vrata i traži već dugo neplaćenu stanarinu. Oni ga časte pićem, a kada se on izbrblja kako bi umjesto svoje stare i ružne žene htio pronaći mladu i zgodnu, oni to iskoriste da ga izbace kao preljubnika. Napokon kreću u restoran, a Rodolfo ostaje završiti članak za novine. Netko mu kuca na vrata. To je mlada susjeda kojoj se ugasila svijeća u hodniku i moli ga da joj pomogne ponovno je upaliti. Odjednom joj pozli i Rodolfo joj ponudi da sjedne i ponudi joj malo vina. Ona krene van, ali shvati da joj je negdje ispao ključ. Propuh ugasi svijeće i dok traže po mraku, Rodolfo uhvati susjedu za hladnu ruku. Priča joj o sebi i od nje traži isto. Prijatelji ga zovu s ulice i njih dvoje zagrljeni odlaze s njima.

### II. čin
Velika je gužva u Latinskoj četvrti. Rodolfo je kupio Mimì crvenu kapicu. Upoznaje ju s prijateljima i započinje razgovor o ljubavi. Najednom u lokal ulazi lijepo odjevena djevojka u pratnji starijeg gospodina. To je Musetta, Marcellova bivša ljubavnica. Već joj je dosadio stari Alcindoro i ona stalno pokušava privući Marcellovu pažnju. Pod izgovorom da je cipela žulja, ona pošalje Alcindora da joj kupi nove, i stari ljubavnici su opet zajedno. Svi odlaze za vojnim orkestrom, a kada se Alcindoro vrati, dočeka ga samo poveći račun koji su ostavili za sobom.

### III. čin
Musetta i Marcello su odsjeli u krčmi kraj ulaza u Pariz. Mimì dolazi naći Marcella i očajno mu povjerava da ju je Rodolfo napustio iz ljubomore. Kada se Rodolfo pojavi, ona se sakrije iza drveta i čuje pravi razlog njegovog odlaska: Mimì je ozbiljno bolesna i on ne može podnijeti njezine patnje jer je previše voli. Ona mu se baca u naručje i oprašta se od njega dok se Musetta i Marcello svađaju.

### IV. čin
Rodolfo i Marcello su ponovo u stanu na tavanu, uzalud pokušavajući zaboraviti djevojke koje vole. Colline i Schaunard donose kruh i haringe. Svi se goste i veselo igraju po sobi, a Schaunard i Colline se bore s lopatom i žaračima za ugljen. Odjednom dolazi Musetta sa smrtno bolesnom Mimì koju je našla na stepenicama. Mimì je došla još jednom vidjeti svog dragog. Stavljaju je u krevet. Musetta odlazi kupiti muf za njene ledene ruke, Marcello dovesti liječnika, a Colline založiti kaput da bi sve to platili. Rodolfo i Mimì ostaju sami i prisjećaju se svog prvog susreta. Ostali se vraćaju i Mimì je presretna zbog novog mufa. Vjerujući da je to poklon od Rodolfa, ona sretno zaspi. Musetta sprema lijek koji je Marcello donio, ali kada Schaunard želi probuditi Mimì, shvaća da je ona umrla. Rodolfo u suzama grli svoju voljenu.

## Vanjske poveznice
|  | Zajednički poslužitelj ima još gradiva o temi La bohème |